# Policía Nacional de Liechtenstein
La Policía Nacional de Liechtenstein (en alemán: Fürstentum Liechtenstein Landespolizei o simplemente Landespolizei) es el cuerpo de policía del Principado de Liechtenstein, que mantiene una plantilla de alrededor de 120 empleados. El país es también signatario de varios tratados internacionales, en especial un tratado trilateral con la Confederación Helvética y la República de Austria que permite una estrecha colaboración entre las policías de los tres países, siendo a su vez también miembro de Interpol desde el año 1960 y también colaborador externo de Europol. No obstante, las competencias sobre policía y orden público siguen siendo exclusivas de este cuerpo policial dentro del territorio del Principado.

## Estructura
La Policía Nacional de Liechtenstein se organiza en tres divisiones y dos subdivisiones operativas independientes.
- División de apoyo ejecutivo bajo la que se agrupan los departamentos de cooperación policial internacional, logística, centralita de llamadas de emergencia y prisiones.
- División de tráfico y seguridad bajo la que se agrupan los departamentos de tráfico y de seguridad ciudadana, así como los cuerpos antidisturbios y la división de seguridad, esta última compuesta exclusivamente por personal civil en forma de milicia, que son desplegados a petición del Gobierno en casos de desastres naturales y emergencias varias, aunque también realizan tareas honoríficas como el cambio de guardia en Palacio o presentar el escudo de armas del Principado en ciertos actos oficiales.
- División de policía criminal (kripo) encargada de la investigación y resolución de delitos así como del arresto de sus sospechosos y su puesta a disposición de la Justicia. La división cuenta con unidades especializadas en crímenes serios, organizados y financieros, así como una unidad forense.

## Cooperación policial internacional
El principado forma parte de multitud de tratados internacionales sobre policía y prevención del crimen
- Europol
- Interpol
- Asociación Internacional de la Policía
- Concordato Austro-Suizo de cooperación policial